# Герб Аргентины
Герб Республики Аргентина (исп. Escudo de la República Argentina) официально принят в 1944 году и основан на символах, присутствующих в истории Аргентины с начала XIX века.

## Описание
Это овальный щит с верхним полем лазурного (синего) и нижним полем серебряного (белого) с двумя пожимающими друг друга человеческими правыми руками, в нижней четверти. Фригийский колпак  красного цвета  имеет кисточку и удерживается пикой. У восходящего солнца двадцать один пылающий луч, одиннадцать из которых прямые, а остальные волнистые. Его эллипс окаймляют две бесплодные лавровые ветви, не пересекающиеся вверху: правая с 21 листом внутри и 20 снаружи, левая с 23 листами внутри и 25 снаружи. У подножия, на конце, лента в форме банта лазурного, серебряного (белого) и лазурного цветов.

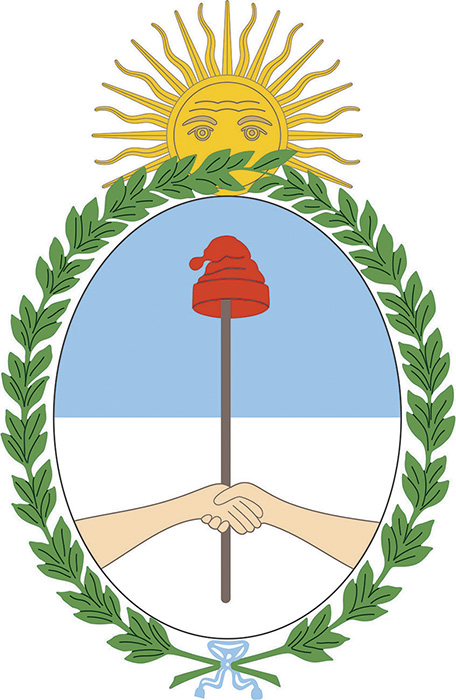

## Символика
Фригийский колпак на посохе является известным символом борьбы за свободу. Ту же смысловую нагрузку несёт Соль де Майо (Майское солнце). Рукопожатие символизирует согласие между субъектами федерации Аргентины. Лавровый венок означает победу Аргентины в борьбе за независимость.

## История герба
|  | Флаг Мануэля Бельграно, эпоха Майской революции (1810—1812 год). |
|  | Печать Генеральной Конституционной Ассамблеи 1813 г.             |
|  | Герб Аргентины 1831—1861                                         |